# Capitólio de Porto Rico
O Capitólio de Porto Rico (em castelhano: Capitolio de Puerto Rico; inglês: Capitol of Puerto Rico) é a sede da Assembleia Legislativa de Porto Rico. Está localizado na capital, San Juan, e também é conhecido como Palácio das Leis. A obra foi concluída em 1929, pelo arquiteto Rafael Carmoega, em estilo neoclássico e Beaux-Arts.